# Жак Шабан-Дельмас
Жак Шабан-Дельмас (фр. Jacques Chaban-Delmas, нар. 7 березня 1915 — пом. 10 листопада 2000) — французький політик, близький соратник Шарля де Голля, учасник Руху Опору, прем'єр-міністр Франції з 1969 по 1972 при президенті Жоржі Помпіду.

## Політична діяльність
Справжнє прізвище Дельмас; Шабан — підпільний псевдонім часів Опору, після війни взяв подвійне прізвище. Бригадний генерал (у 29 років), учасник Паризького повстання серпня 1944. Був членом партії де Голля Об'єднання французького народу (1948—1953), після її розпаду очолив парламентську групу «соціальних республіканців», що зберігала вірність де Голлю; входив до складу останніх урядів Четвертої республіки.
Майже півстоліття був мером Бордо і депутатом від Жиронда (1947—1995). Його наступником на посаді мера був Ален Жюппе.
За де Голля-прем'єра та президента Шабан-Дельмас головував у Національних зборах (1958—1969).
Як прем'єр при Помпіду, запропонував соціальну концепцію «нового суспільства» з розширенням громадянських прав і свобод (скасував урядову монополію на ЗМІ), збільшенням соціальної допомоги.
У 1972 в розслідуванні, опублікованому в сатиричним тижневику «Канар аншене», звинувачений в ухиленні від податків; Помпіду, стосунки якого з Дельмасом вже були напруженими через поступки того лівим, вимагає його відставки (попри те, що Національна асамблея ухвалила йому вотум довіри) і замінив на П'єра Мессмера.
Після смерті Помпіду виставив свою кандидатуру на пост Президента Франції, але голлістські лідери на чолі з Жаком Шираком підтримали Жискар д'Естена, і той і був обраний, а Шабан-Дельмас набрав лише 15 % голосів. Ширак очолив кабінет міністрів при Жискарі.
У 1978—1981 Шабан-Дельмас знову головував в Асамблеї. У нього були хороші стосунки з обраним у 1981 президентом — соціалістом Франсуа Міттераном, і в 1986 після перемоги голлістів на парламентських виборах передбачалося, що він знову стане прем'єром. Однак Шабан-Дельмас віддав перевагу в третій раз стати головою Асамблеї (до 1988), а прем'єр-міністром на цей же час у другий раз став Ширак.

## Політична кар'єра
Виборні посади
- З 1946 по 1997 — депутат Національних Зборів від Жиронда.
- З 1947 по 1995 — мер Бордо

Урядові пости
- Прем'єр-міністр Франції: 1969—1972 рр..
- Міністр громадських робіт, транспорту та туризму: червень-серпень 1954—1955 рр..
- Міністр житлового будівництва і реконструкції: вересень-листопад 1954
- Державний міністр: 1956—1957 рр..
- Міністр оборони і збройних сил: 1957—1958 рр..

Інші державні посади
- Голова Національних зборів Франції (з 9 грудня 1958 по 20 червня 1969, з 3 квітня 1978 по 21 травня 1981 і з 2 квітня 1986 по 12 червня 1988). Почесний голова з 12 листопада 1996.
- Президент міської спільноти Бордо (1967, 1983, 1989—1995 роки)
- Перший віце-президент Ради міської спільноти Бордо (1977—1989 роки)
- Президент Регіональної ради Аквітанії (1974—1979 роки і 1985—1988 роки)

## Спорт
Шабан-Дельмас був професійним тенісистом і регбістом. Був фіналістом у парному розряді на Ролан Гарросі (1965). З 2001 року його ім'я носить футбольний і регбійний стадіон Шабан-Дельма в Бордо (колишній «Парк Лескюр»).

## Нагороди
- Командор ордена Почесного легіону
- Компаньйон ордена Визволення (7 серпня 1945)
- Військовий хрест 1939—1945
- Медаль Опору з розеткою
- Командор ордена Легіон Заслуг (США)
- Командор ордена Леопольда II (Бельгія)
- Командор ордена Virtuti Militari (Польща)
- Командор ордена Ізабелли католички (Іспанія)
- Орден Югославської зірки зі стрічкою